# Робърт Плант
Робърт Антъни Плант (на английски: Robert Anthony Plant) е рок певец, роден на 20 август 1948 година в Уест Бромич, Англия. Става популярен като вокалист на легендарната британска рок група Лед Зепелин, в която се подвизава от създаването ѝ до самия край, след като е харесан от нейния основател Джими Пейдж. Отличава се със своя енергичен стил на пеене и широкодиапазонния си глас, които успешно съчетава със страстта си към фолк и блус рока.

## Музикална кариера
Робърт Плант стартира кариерата си на рок певец, вземайки участие в поредица от групи, като се задържа най-дълго време в група, наречена „Band of Joy“, където свири и бъдещият барабанист на Лед Зепелин Джон Бонъм. Ранните му изяви не се сдобиват с какъвто и да било комерсиален успех, но невероятните му гласови данни постепенно биват забелязани от все повече хора. През 1965 е изпробван за вокал на N'Betweens – предшествениците на Слейд, но двете страни не се споразумяват за заплащането на Плант, който напуска преждевременно, а групата се обръща към импресариото на една от предните групи на Робърт Плант (Listen) Ноди Холдър. Плант обаче привлича вниманието на китариста на Ярдбърдс Джими Пейдж, който по това време търси нов вокалист за групата си. Един от желаните от Пейдж вокалисти отказва да се присъедини, но препоръчва младия Плант. Пейдж присъства на живо изпълнение на Плант и групата му и решава да го привлече. След кратък разговор се оказва, че и музикалните вкусове на двамата се препокриват. Всичко е договорено за съвсем кратко време и Робърт Плант е официално обявен за новия вокал на Ярдбърдс, които сменят името си на Ню Ярдбърдс и малко по-късно на Лед Зепелин.
Плант написва голяма част от текстовете на групата, като в по-ранните албуми в много от песните се усеща влиянието на любимия му автор Дж. Р. Р. Толкин. Негов е текстът към най-популярната песен на Лед Зепелин за всички времена, „Stairway to Heaven“, която написва една вечер, седнал пред горящ огън. Тематичната насока е повлияна от стремежа му към духовен перфекционизъм, както и от книгата „Магическо изкуство в келтска Британия“ на Люис Спенс, която чете по това време.
Кариерата на Плант в Лед Зепелин е доста успешна, но дори и след разпадането на групата той продължава да твори музика, като издава немалко солови албуми и няколко общи проекта с бившия член на групата Джими Пейдж.
Участва и в няколко реюниъна на Лед Зепелин с цел концертни изяви.

## Солова дискография
- Pictures at Eleven (1982)
- The Principle of Moments (1983)
- Shaken'n'Stirred (1985)
- Now and Zen (1988)
- Manic Nirvana (1990)
- Fate of Nations (1993)
- Dreamland (2002)
- Sixty Six to Timbuktu (сборен албум, най-доброто) (2003)
- Mighty Rearranger (2005)
- Raising Sand (с Алисън Краус) 2007
- The Band Of Joy (2010)
- Lullaby And ...The Ceaseless Roar (2014)
- Carry Fire (2017)

## Странични проекти
- The Honeydrippers: Volume One (1984), с Джими Пейдж
- Page & Plant: No Quarter (1994)
- Page & Plant: Walking into Clarksdale (1998)